# 基幹バス

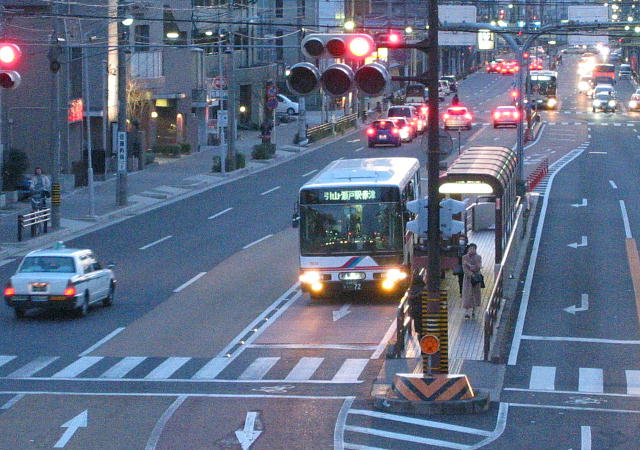
中央通行方式の名古屋市の基幹バスと安全地帯

基幹バス（きかんバス）とは、鉄道路線と遜色ない輸送力や利便性を持ち、鉄道に匹敵するサービス水準を備えた「基幹的」な公共交通機関としてのバス路線。都市部の拠点間を結ぶ「基幹的交通」を担う交通手段として位置付けられ、「基幹バス」の名称はこれに由来する。
運行形態の面では急行バスや高頻度運行と定時性確保、設備や車両の面ではバス専用レーンや連節バスなどを兼ね備えた、大量輸送機関としての優れた輸送力を有するバスシステムを指す。
ある地域（ゾーン）の中で、幹線となる「基幹バス」と、支線となる「フィーダーバス」を組み合わせ、複雑で長大なバス路線網を整理し効率化するバスシステムを「ゾーンバス」と呼ぶ。「基幹バス」の語はバス・ラピッド・トランジット (BRT) の訳語とみなされる場合もある。

## 日本の基幹バス
日本国内のいくつかの都市（名古屋市、新潟市など）で、路線バスのうち都市部の基幹交通を担うように構想・整備されたものを「基幹バス」と呼称している。
日本国内においては、モータリゼーションによりバス利用者が減少に転じた1970年代後半から提唱され、1980年代から1990年代にかけて各地で導入された「都市新バスシステム」が、新しいバスシステムの先鞭をつけた社会実験となった。1997年にはオムニバスタウン制度が設けられ、新しいバスシステムのモデル都市が選ばれて様々な試みが行われた。日本国内における「基幹バス」の試みもその流れの中にある。

### 名古屋市

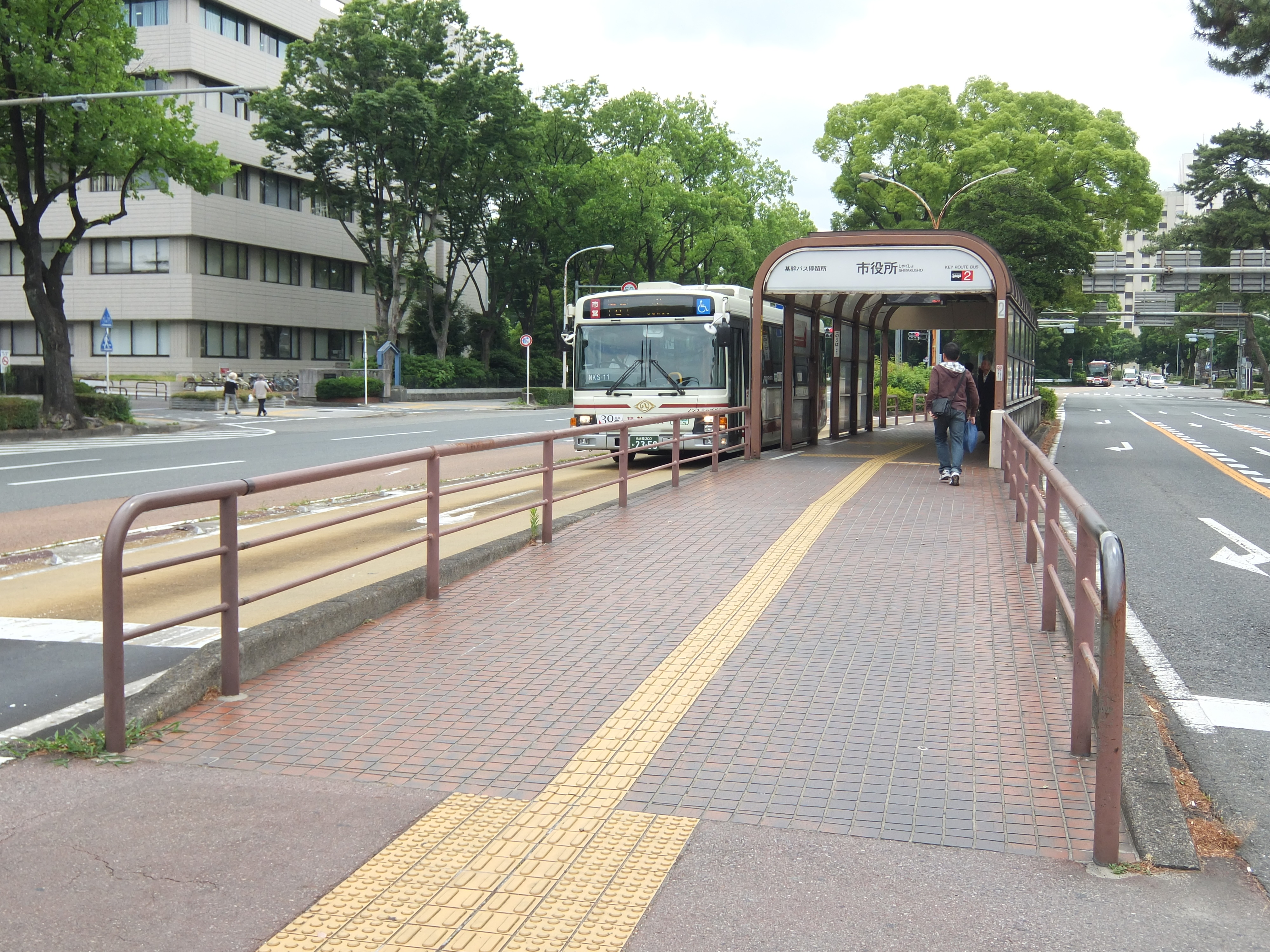
基幹2系統　市役所停留所　点字ブロック上を歩く人が万一車道側へ転倒しても危険な状態にならない配慮がされている。

1970年代の名古屋は日本の他の大都市と比較すると鉄道などの軌道系交通の密度が低く、自家用車依存も高いため、市近郊では交通渋滞などの問題が多く発生し、公共交通の整備が大きな課題となっていた。そこで市は1980年に策定した「名古屋市基本構想」で公共交通の充実を図ることを目指す旨を策定、名古屋市営地下鉄とともに都市内の基幹的な公共交通手段として新たな交通システム「基幹バス」を導入することを決め、1985年から順次運行を開始した。
名古屋の基幹バスの大きな特徴として挙げられるのが、次の点である。
- 鉄道並みの等間隔でバスが発着する
- 道路中央に専用のバスレーンと専用の停留所を有す
- 方向別信号制御により交差点内における一般の右折車との干渉を排除している

日本の他の都市でも一般道路の歩道側にバスレーンを設けるケースは見られる。しかし名古屋市の場合、基幹2号系統の一部区間では幹線道路の中央分離帯に専用車線を設け、その分離帯内に800m - 1km間隔で停留所を設置している。これによって一般車両の交通とバスの交通を完全に分離でき、運行効率を改善することができる。

### 新潟市
2007年、新潟県新潟市がオムニバスタウンに指定されたのに伴い、市と新潟交通ではその一環として「基幹バス」の導入を決定。同年11月1日に新潟市中心部と新潟県庁、新潟市民病院を結ぶ3路線「にいがた基幹バス」を開設した。新潟市では既存の道路をそのまま使用して運行され、バス専用レーンなどは導入されなかった。
その後、2015年からは連接バスによる「萬代橋ライン」を基幹路線とする「にいがた新バスシステム」への移行が行われ、ゾーンバス形式が採られた。

### 宇都宮市（未実施）
2008年から2009年頃にかけて、栃木県宇都宮市において従前から検討が進められてきたライトレール（LRT）の他に、東西基幹公共交通機関として、市内で多くのバス路線を経営する関東自動車による基幹バス導入の構想が存在した。
LRT建設により、関東自動車は並行する自社バス路線から利用客が流出し、経営に大打撃をもたらす可能性が生じることとなったため、LRT整備計画に強硬に反対し、市と県が設けたLRT導入検討委員会にも参加を拒み続けた。関東自動車は代替案として基幹バスの導入を提案し、それを受けて市や関東自動車などにより2008年4月7日に「バスシステム検討委員会」が発足し、基幹バス導入へ向けた議論が始まった。
導入区間はJR宇都宮駅西口から桜通り間と駅東口から芳賀郡芳賀町の芳賀工業団地間の2箇所であり、主な内容は、西方面に急行バスを、東方面に特急バスを運行するほか、連節バスやトランジットセンターを導入するといった具合であった。
しかしながら、2009年3月31日にとりまとめられた「バスシステム検討委員会」の最終報告書に対し、関東自動車は「LRTありきの内容」と批判、「度重なる要請がほとんど受け入れられず、本報告書を正式な最終報告書とすることは認められない」という趣旨の、同社の求める条件を全て飲まなかったことに対する抗議と、内容の変更を求める要請書を検討委員会に送り、激しく反発、最終的に基幹バス導入構想は空中分解し、市が進める東西基幹公共交通機関の導入計画が一時的にストップする事態となった。
なお、市は2013年に「東西基幹公共交通の実現に向けた基本方針」を策定しLRTの導入を事業化、みちのりホールディングスが関東自動車を傘下に納め経営陣が交代したこともあり、LRTの導入について理解を示し始め、2015年に同社が出資したLRTの運営を担う第三セクター事業者「宇都宮ライトレール株式会社」が設立され、2023年8月に開業した。

### コミュニティバス
- 愛知県豊田市のコミュニティバス「とよたおいでんバス」など、三河地方において、路線バス・コミュニティバスに「基幹バス」の呼称を用いる事例がある。
- 新潟県五泉市が2006年1月1日の新設合併にあたり策定した「第1次五泉市総合計画」では、五泉地区と村松地区（旧村松町）の相互間を結ぶ新潟県道7号新津村松線を「基幹交通軸」と位置付け、2010年3月に策定した「地域公共交通総合連携計画」では、同県道などを経由して両地区の市街地相互間を連絡するコミュニティバス路線を「基幹バス」と位置付けている。これらの計画に基づき、既存の一部バス路線を全廃した上で、鉄道駅、医療機関、商業施設、教育施設、行政機関等を経由しながら両市街地を結ぶ路線として、同年10月1日に「五泉市ふれあいバス」の愛称で運行を開始した。

### 類似するもの
- 神奈川中央交通が藤沢市や厚木市、平塚市において、急行運転する系統が存在する。しかし「基幹バス」もしくは「BRT」とは位置付けられていない。
- 白棚線 - バス専用道路を走行するジェイアールバス関東のバス路線。
- つくバス北部シャトル - 当初、片側二車線道路では中央車線を走行して事実上の急行運転をしていた。